# 시상상부
시상상부(epithalamus, 복수형: epithalami)는 간뇌의 뒤쪽(등쪽) 부분이다. 시상상부에는 고삐핵(habenular nuclei), 시상 수질 선조(stria medullaris, 시상수조), 앞 및 뒤 뇌실곁핵(paraventricular nuclei, 실방핵), 뒤 맞교차 및 송과선이 포함된다.

## 같이 보기
- 바깥얼기층 (outer plexiform layer)
- 시상하부 (hypothalamus)
- 시상밑부 (subthalamus)
- 뒤 맞교차